# Il bandito corso
Il bandito corso (L'Enquête corse) è un film del 2004 diretto da Alain Berberian.
Si tratta di una commedia francese progettata interamente da Christian Clavier e Jean Reno che è stata un successo nelle sale francesi nel 2004. Tra i principali interpreti anche l'attrice italiana Caterina Murino.
Il film è tratto da un episodio dalla serie di fumetti di René Pétillon sul detective Jack Palmer.

## Trama
Jack Palmer è un detective privato di Parigi a cui il notaio Dargent affida la missione di definire la costituzione di una proprietà in Corsica a favore di un certo Ange Leoni.
La missione sembra banale ma non si devono sottovalutare le difficoltà per un parigino ad addentrarsi nel mondo del popolo corso. Le sue domande sono immediatamente equivocate dalla popolazione ed il detective finisce per scatenare una battaglia tra bande corse, polizia e servizi segreti. Inoltre, si innamora di Léa, un'affascinante donna corsa piena di orgoglio e sensualità, sorella del "bandito" Ange Leoni. La donna lo fa accettare dalla sua tradizionalista famiglia e ciò comporta la partecipazione ai suoi riti.
E così, tra qualche equivoco e parecchi bicchieri di liquore di mirto, tra un'esplosione e qualche sparatoria, Jack si affeziona irrimediabilmente alla Corsica: alla sua popolazione ricca di orgoglio e tradizione e ai suoi paesaggi incantevoli.

## Riprese
La scena del processo è il municipio di Vincennes. In Corsica il film è stato girato nel Vecchio Porto di Bastia, ad Ajaccio, la spiaggia di Porticcio a Grosseto-Prugna, Sartena, la stazione di Palasca, Isola Rossa e Santa Lucia di Tallano.

## Colonna sonora
- Marinella di Dominique Vincenti, Jean-Marie Gianelli, Jacques Luciani-Pulciani, André Tomasso e Jean-Claude Fiori
- All of Si Mineur di Dominique Vincenti, Jean-Marie Gianelli, Jacques Luciani-Pulciani, André Tomasso e Jean-Claude Fiori
- So longhe l'ore di Tavagna
- Barbara Furtuna di Tavagna, canzone tradizionale corsa
- Anniversariu di Minetta di Tavagna
- A Violetta di Tavagna, canzone tradizionale corsa